# Russell Short
Russell Luke Short (Poowong, 7 de mayo de 1969) es un atleta australiano legalmente ciego, que compitió en ocho Juegos Paralímpicos de 1988 a 2016 y ganó seis medallas de oro, dos de plata y cuatro de bronce. Compite en lanzamiento de disco, jabalina y bala

## Biografía
Russell Luke Short nació el 7 de mayo de 1969 en la ciudad victoriana de Poowong. Tiene una visión periférica del 2% debido a la degeneración macular, que comenzó a afectarlo a los cuatro años y medio; su hermano también tiene la misma enfermedad. Asistió al Korumburra Secondary College.  Jugó muchos deportes en la escuela secundaria, incluyendo natación, buceo y baloncesto, pero en determinado momento no pudo participar en estos deportes ya que su vista se fue deteriorando gradualmente. Tomó el lanzamiento de disco y bala porque descubrió que le gustaba tirar cosas.
En 1993, navegó en kayak por el estrecho de Torres desde Cabo York a Nueva Guinea como parte de un equipo de cuatro hombres, incluido el paralímpico Chef Town, y también caminó con ellos por el Sendero de Kokoda. Estas experiencias se relatan en el documental de 1995 El ciego guiando al ciego y el libro de 2004 Guiando a los ciegos un viaje de visión a través del estrecho de Torres y la pista de Kokoda.
Vive en el suburbio de Glen Huntly en Melbourne con su esposa, Christine, quien también es legalmente ciega, y sus dos hijos, Jim y Will. Trabaja como masajista.

## Carrera

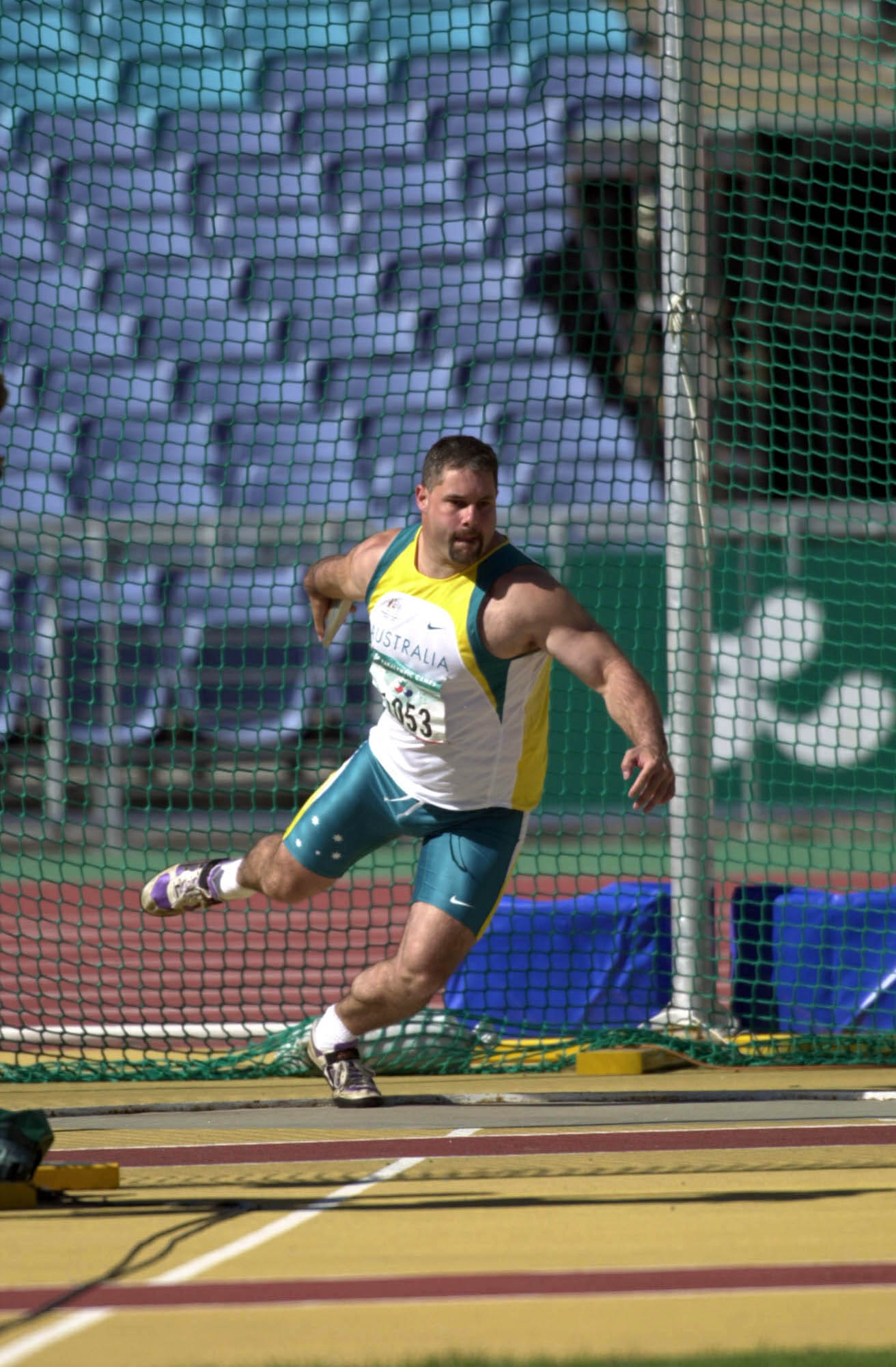
Lanzamiento de disco durante la competencia F12 en los Juegos Paralímpicos de Verano 2000. Short ganó el oro en este evento.

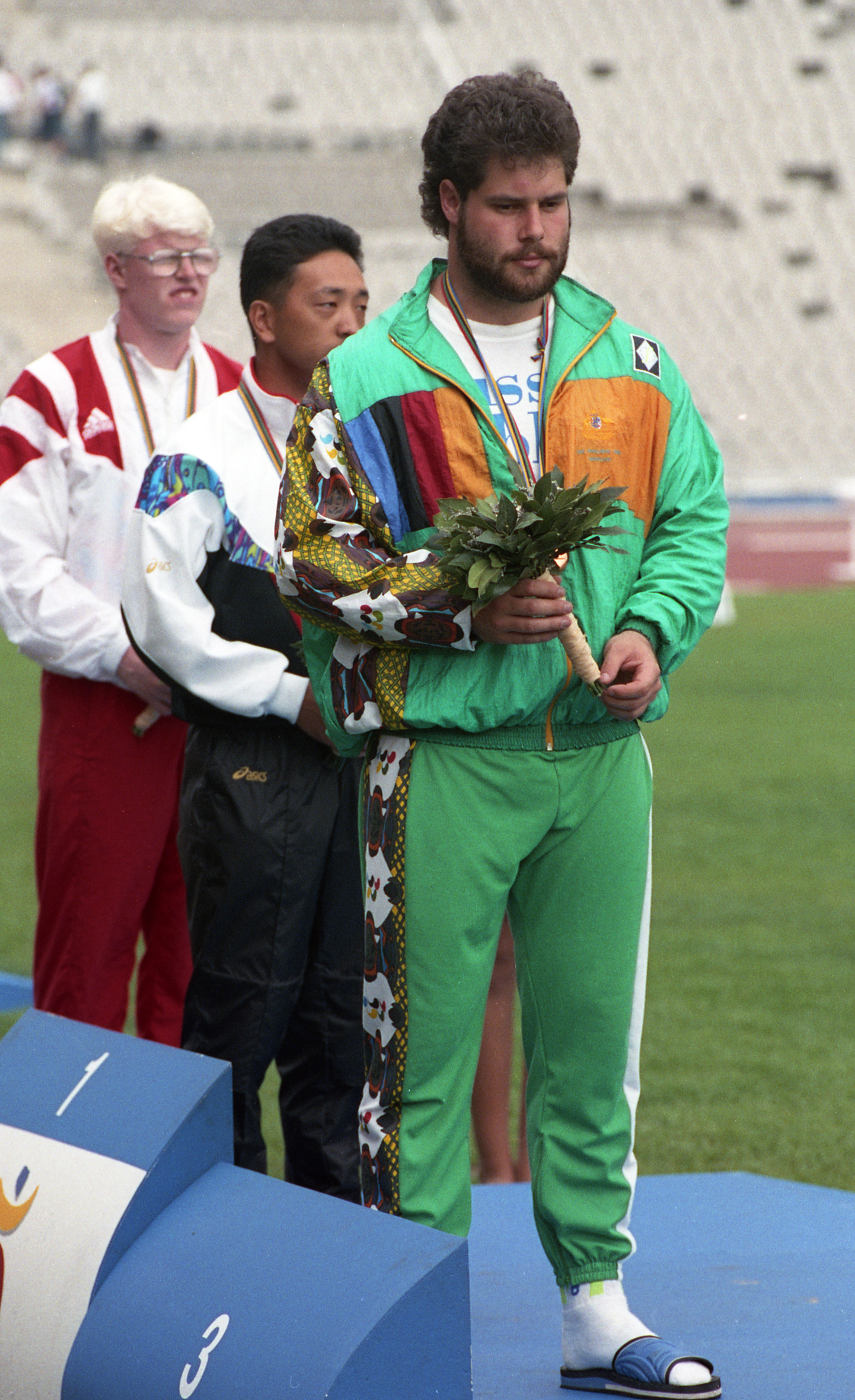
Podio de medallas en los Juegos Paralímpicos de 1992

Short comenzó su carrera competitiva en 1982. Sus primeros Juegos Paralímpicos fueron los de Seúl 1988, donde ganó dos medallas de oro en los eventos de lanzamiento de disco B3 y jabalina B3 categoría masculina, y una medalla de bronce en el evento masculino de tiro B3.  
En 1988, se convirtió en la primera persona discapacitada en recibir una beca del Instituto Australiano del Deporte (AIS). En 1990, mientras era entrenado por Merv Kemp, el entrenador de AIS Throws, rompió el récord mundial de lanzamiento de disco B2 dos veces. Compitió en los Campeonatos y Juegos Mundiales de 1990 para discapacitados en Assen, Países Bajos, ganando medallas de oro en los eventos de lanzamiento de bala y disco B3 masculino.
En los Juegos de Barcelona de 1992, ganó dos medallas de oro en los eventos masculinos de lanzamiento de disco B3 y tiro B3, por los cuales recibió una Medalla de la Orden de Australia, y una medalla de bronce en el evento de lanzamiento de jabalina B3.  
En Atlanta 1996, ganó dos medallas de plata en los eventos masculinos de lanzamiento de disco F12 y tiro F12.  Ganó dos medallas de oro en Sídney 2000, estableciendo un récord mundial en el evento masculino de lanzamiento de disco F12 y un récord en los Juegos Paralímpicos en el evento de tiro F12. En los Juegos de Atenas 2004, ganó una medalla de bronce en el evento de tiro F13 masculino y quedó quinto en lanzamiento de disco F12. Seis semanas antes de ganar la medalla de bronce, se había caído de una pared de dos metros y se había roto el brazo.

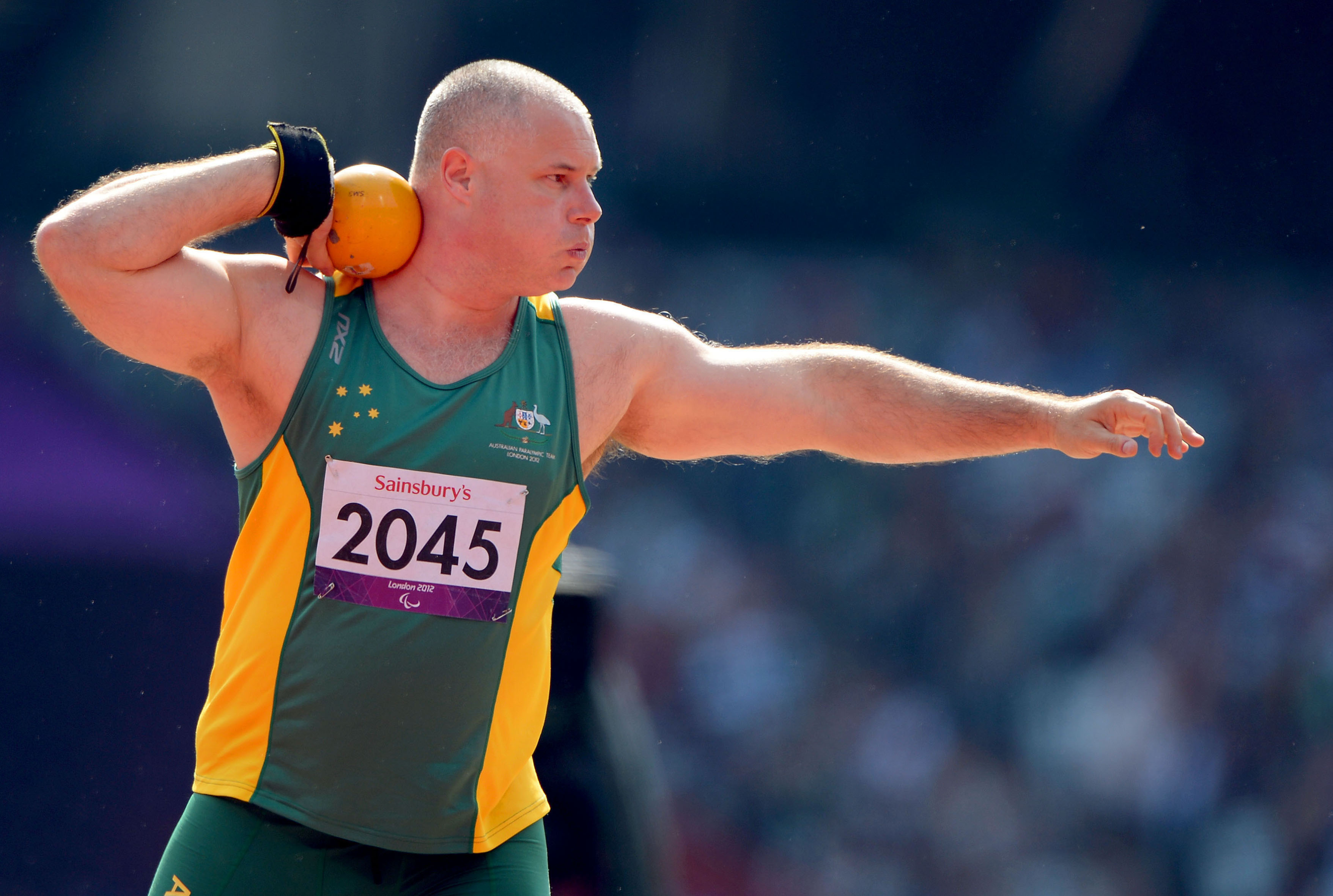
Short en los Juegos Paralímpicos de Londres 2012

Llevó la bandera australiana durante la ceremonia de inauguración de los Juegos de Pekín 2008 Ocupó el sexto lugar en el evento de tiro F11 / 12 masculino. Ganó una medalla de plata en el evento de lanzamiento de disco en el Campeonato Mundial de Atletismo IPC 2011 en Christchurch, Nueva Zelanda. En una entrevista de febrero de 2011, poco después del Campeonato, dijo: "Las cosas están empezando a desmoronarse, particularmente mi hombro, pero con muchos cambios en la forma en que entreno y mucha fisio, estoy seguro de que estaré bien".
En los Juegos Paralímpicos de Londres 2012, Short ganó una medalla de bronce en el evento masculino de lanzamiento de bala F11 / 12. En los Juegos de Río 2016, terminó séptimo en el lanzamiento de bala masculino F12.
En abril de 2017, recibió el Premio Edwin Flack de Athletics Australia para 2016.
En el Campeonato Mundial de ParaAtletismo 2017 en Londres, Inglaterra, su octavo campeonato, terminó quinto en el lanzamiento de bala masculino F12 con un lanzamiento de 14.29   m y séptimo en N lanzamiento de disco masculino F12 con un lanzamiento de 39.31   metros.